# 加油
加油（普通話拼音Jiāyóu、台湾閩南語拼音ka-iû）
- 米米CLUBのシングル。本稿で記述。
- 中国語で「頑張れ」の意味。詳しくはwikt:加油#中国語を参照。

「加油 (GAYU)」（がゆ）は、米米CLUBの3枚目のシングル。1986年7月21日にCBS/SONYから発売された。

## 概要
前作から僅か3か月という短いスパンで発売され、OVA『恐怖のバイオ人間 最終教師』の主題歌として起用された他、後に1997年発売のOVA『厄災仔寵』の(主題歌ではないが)イメージソングとしても起用された。
本作は初の12インチシングルとシングルカセットでの2形態で発売。同年に発売されたアルバム『E・B・I・S』には未収録であり、翌年に発売されたベスト・アルバム『SINGLES』に収録曲3曲全てが収録された。
「加油」とは中国語で「がんばれ」の意で「がゆ」の読み方は台湾語である。
ジャケットの絵はカールスモーキー石井が手がけている。

## 収録曲
全作詞・作曲・編曲：米米CLUB
1. 加油 (GAYU)
2. ヴィーナス
3. グラデーション・グラス

## 収録アルバム
- 加油
SINGLES (#5)
HARVEST SINGLES 1985-1992 (#3)

- ヴィーナス
SINGLES (#4)

- グラデーション・グラス
SINGLES (#3)